# Gonzalo Bueno
Gonzalo Diego Bueno Bingola (n. Montevideo, Uruguay, 16 de enero de 1993) es un futbolista uruguayo. Juega de delantero. Actualmente defiende a Plaza Colonia, en la primera división del fútbol Uruguayo.

## Trayectoria
Gonzalo Bueno es hijo del exfutbolista y actual director técnico «el Zorro» Gustavo Bueno. Gonzalo hizo su carrera juvenil en Club Nacional de Football.
Con 18 años de edad debutó en Primera División el 4 de junio de 2011 frente a Rampla Juniors en el Gran Parque Central.
Su primer gol lo marcó en su segundo partido como profesional, el 18 de septiembre. Ingresó a los 60 minutos por Tabaré Viudez, y marcó el segundo gol del equipo para la victoria 4:0 de Nacional sobre Cerro Largo en el mismo estadio.
Debutó en el clásico uruguayo el 20 de noviembre del 2011 por el Torneo Apertura del mismo año, ingresando en el minuto 45' por Mathías Abero. En el mismo partido tuvo una destacada actuación anotando el gol del empate en el minuto 63' y posteriormente generando el penal que decretaría el 2-1 final a los 92 minutos. Siendo así, proclamado como el mejor jugador del partido.
Sus buenas actuaciones en Nacional atraen la vista de los equipos europeos, entre ellos el Bologna FC que dio una oferta millonaria (según los medios) por el joven y talentoso jugador.
A mediados de 2013 el club ruso Kuban Krasnodar lo fichó por más de U$D4.5 millones, en un contrato por cinco años.
Tras pasar una larga lesión y no jugar por meses, en enero de 2015 se hace oficial su vuelta a Nacional a préstamo por seis meses para recuperarse completamente de su lesión y ayudar en la Copa Libertadores del mismo año.
Después de pasar por Estudiantes de La Plata, el jugador llega a Defensor Sporting en calidad de préstamo. Consigue un gran semestre siendo el segundo goleador del equipo y el máximo asistente para consagrase campeón del Torneo Apertura en la última fecha.

## Selección nacional

### Participaciones con la Sub-20
Integró el plantel de la selección de Uruguay que logró el vicecampeonato en el Mundial Sub-20 de Turquía. Jugó 5 partidos, entró en 4 de suplente, anotó un gol y logró una asistencia. También disputó el campeonato Sudamericano de Fútbol Sub-20 de 2013 en Argentina que logró el tercer puesto. Jugó 5 partidos, ingresó en todos de suplente y anotó un gol.

#### Participaciones en Sudamericanos
| Copa                        | Sede      | Resultado     | Partidos | Goles |
| --------------------------- | --------- | ------------- | -------- | ----- |
| Sudamericano Sub-20 de 2013 | Argentina | Tercer puesto | 5        | 1     |

#### Participaciones en Copas del Mundo
| Copa                        | Sede    | Resultado  | Partidos | Goles |
| --------------------------- | ------- | ---------- | -------- | ----- |
| Copa Mundial Sub-20 de 2013 | Turquía | Subcampeón | 5        | 1     |

## Clubes
| Club                      | País      | Año         |
| ------------------------- | --------- | ----------- |
| Nacional                  | Uruguay   | 2011 - 2013 |
| Kubán Krasnodar           | Rusia     | 2013 - 2014 |
| União da Madeira          | Portugal  | 2014        |
| Nacional                  | Uruguay   | 2015        |
| Estudiantes de La Plata   | Argentina | 2015        |
| Defensor Sporting         | Uruguay   | 2016 - 2017 |
| Nacional                  | Uruguay   | 2017 - 2018 |
| Colón de Santa Fe         | Argentina | 2018 - 2019 |
| Almería                   | España    | 2019        |
| Universidad de Concepción | Chile     | 2020        |
| Liverpool                 | Uruguay   | 2020        |
| Defensor Sporting         | Uruguay   | 2021        |
| Boston River              | Uruguay   | 2021        |
| Central Español           | Uruguay   | 2022        |
| Pontevedra                | España    | 2023        |
| Danubio                   | Uruguay   | 2023-2024   |

## Estadísticas
| Club                      | País      | Año                            | Partidos | Goles |
| ------------------------- | --------- | ------------------------------ | -------- | ----- |
| Nacional                  | Uruguay   | 2011 - 2013, 2015, 2017 - 2018 | 100      | 23    |
| Kubán Krasnodar           | Rusia     | 2013 - 2014                    | 7        | -     |
| União da Madeira          | Portugal  | 2014                           | 2        | -     |
| Estudiantes de La Plata   | Argentina | 2015                           | 3        | -     |
| Defensor Sporting         | Uruguay   | 2016 - 2017, 2021              | 40       | 12    |
| Colón de Santa Fe         | Argentina | 2018 - 2019                    | 13       | 2     |
| Almería                   | España    | 2019                           | -        | -     |
| Universidad de Concepción | Chile     | 2020                           | 6        | 1     |
| Liverpool                 | Uruguay   | 2020                           | 15       | 3     |
| Boston River              | Uruguay   | 2021                           | 8        | -     |
| Central Español           | Uruguay   | 2022                           | 26       | 5     |
| Pontevedra                | España    | 2023                           | 1        | -     |
| Danubio                   | Uruguay   | 2023 - 2024                    | 36       | 5     |

## Palmarés

### Torneos nacionales
| Título              | Club              | País    | Año  |
| ------------------- | ----------------- | ------- | ---- |
| Campeonato Uruguayo | Nacional          | Uruguay | 2011 |
| Campeonato Uruguayo | Nacional          | Uruguay | 2012 |
| Campeonato Uruguayo | Nacional          | Uruguay | 2015 |
| Torneo Apertura     | Defensor Sporting | Uruguay | 2017 |
| Torneo Intermedio   | Nacional          | Uruguay | 2017 |
| Torneo Intermedio   | Nacional          | Uruguay | 2018 |